# Czerniachowsk (stacja kolejowa)
Czerniachowsk (ros. Черняховск) – węzłowa stacja kolejowa w miejscowości Czerniachowsk, w rejonie czerniachowskim, w obwodzie królewieckim, w Rosji. Węzeł linii Czernyszewskoje – Królewiec z liniami do Żeleznodorożnego i Pojegów.

## Historia
Stacja powstała na Pruskiej Kolei Wschodniej (odcinek Królewiec – Ejtkuny), w okresie przynależności tych terenów do Niemiec. Nosiła wówczas nazwę Insterburg.